# David Zink (Fußballspieler)
David Zink (* 13. November 1991) ist ein ehemaliger österreichischer Fußballspieler.

## Karriere
Zink begann seine Karriere bei der SU Naintsch. Ab 2007 spielte er für die Kampfmannschaft von Naintsch. 2008 wechselte er zum SV Anger. Nach sieben Jahren beim Landesligisten schloss er sich zur Saison 2015/16 dem Regionalligisten USV Allerheiligen an. Sein Debüt in der Regionalliga gab er im Juli 2015, als er am ersten Spieltag jener Saison gegen den TSV Hartberg in der Startelf stand und in der 70. Minute durch Alexander Kager ersetzt wurde.
Im Sommer 2016 wechselte er zum Ligakonkurrenten TSV Hartberg. Mit Hartberg konnte er zum Ende der Saison 2016/17 in den Profifußball aufsteigen. In der Aufstiegssaison kam Zink in allen 30 Spielen zum Einsatz und erzielte dabei neun Tore.
Im Juli 2017 debütierte er in der zweiten Liga, als er am zweiten Spieltag der Saison 2017/18 gegen den Floridsdorfer AC in der 71. Minute für Daniel Gremsl eingewechselt wurde.
Mit Hartberg konnte er 2018 in die Bundesliga aufsteigen. Nach dem Aufstieg wechselte er zur Saison 2018/19 zum Regionalligisten SC Kalsdorf.